# Grandmesnil (Schauspieler)

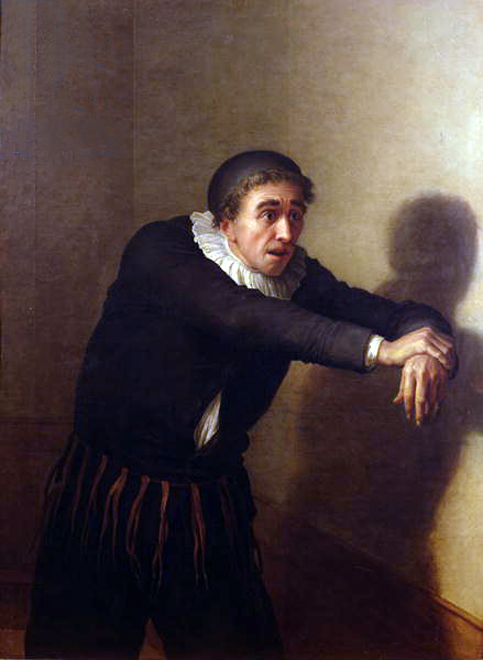
Jean-Baptiste François Desoria (1758–1832): Grandmesnil in Der Geizige

Jean-Baptiste Fauchard, genannt Grandmesnil (* 19. März 1737 in Paris; † 24. Mai 1816 ebenda) war ein französischer Schauspieler.
Als Sohn des Zahnarztes Pierre Fauchard erhielt Grandmesnil eine gute Ausbildung und wurde Jurist am Parlement de Paris, wo er 1760 seinen ersten Fall bearbeitete. Noch im selben Jahr wurde er zum Berater der Admiralität ernannt, was er bis zur Neubesetzung des Parlaments, im Jahr 1770, auch blieb. Weiterhin war er von 1765 bis 1768 juristischer Vertreter im Rat der Société de la Comédie-Française.
Warum es anschließend zum Bruch mit seiner Familie kam, ist nicht bekannt. Grandmesnil tauchte jedenfalls 1772 in Brüssel, am La Monnaie, wieder auf, wo er ein einjähriges Engagement als Schauspieler erfüllte. Dort spielte er neben Larive und Dazincourt, seinen zukünftigen Kollegen an der Comédie-Française. Dort heiratete er eine Schauspielerin, namens Adelaïde Bellissen, über die, außer ihr Todesjahr 1800 und dass die Ehe glücklich war, nichts bekannt ist. Nach Brüssel hatte er Engagements in Marseille und Bordeaux, wo er 1778 wieder zu finden war.
Gegen 1780 beendete Grandmesnil freiwillig sein Schauspielerdasein und kehrte wahrscheinlich in seinen alten Beruf zurück. Jedoch führte die Französische Revolution zur Auflösung der staatlichen Organe und er wurde arbeitslos, was ihn 1790 an die Comédie-Française führte. Nach den üblichen zwei Jahren wurde er 1792 Mitglied der Société de la Comédie-Française, hatte also ein dauerhaftes Engagement. Über seine Engagements während der Auflösung der Comédie ist nichts bekannt.
Seine Karriere beschleunigte sich und als einer der besten Interpreten Molières spielte er in 29 Inszenierungen die Hauptrolle. Hinzu kam, dass er 1796 als Mitglied des neu gegründeten Institut de France berufen und 1799 Personalchef der Comédie wurde. 1811, im Alter von 74 Jahren, gab er in Moliéres Der eingebildete Kranke seine Abschiedsvorstellung und setzte sich zur Ruhe. Er zog sich in die Nähe der Gemeinde Chevreuse zurück, wo er einige Jahre lebte, jedoch wegen einer Atemwegserkrankung, im Jahr 1815, nach Paris zurückkehrte, wo er 1816 starb.
Grandmesnil wurde als etwas größer als der Durchschnitt und als extrem dünn beschrieben. Außerdem mit ausgeprägten Gesichtszügen, mit durchdringenden Augen und dicken, schwarzen Augenbrauen, was sein Gesicht hart erscheinen ließ. Ihm wurde eine hohe Auffassungsgabe beim Einstudieren der jeweiligen Rolle bescheinigt und ein Talent für Komödien. Jedoch hatte er keine sehr belastbare Stimme und Heiserkeit stellte sich ein, was vom Publikum durchaus bemerkt wurde.